# Coleophora viettella
Coleophora viettella é uma espécie de mariposa do gênero Coleophora pertencente à família Coleophoridae.